# Asplenium curtissii
Asplenium curtissii là một loài thực vật có mạch trong họ Aspleniaceae. Loài này được Underw. miêu tả khoa học đầu tiên năm 1906.